# Lina Pagliughi

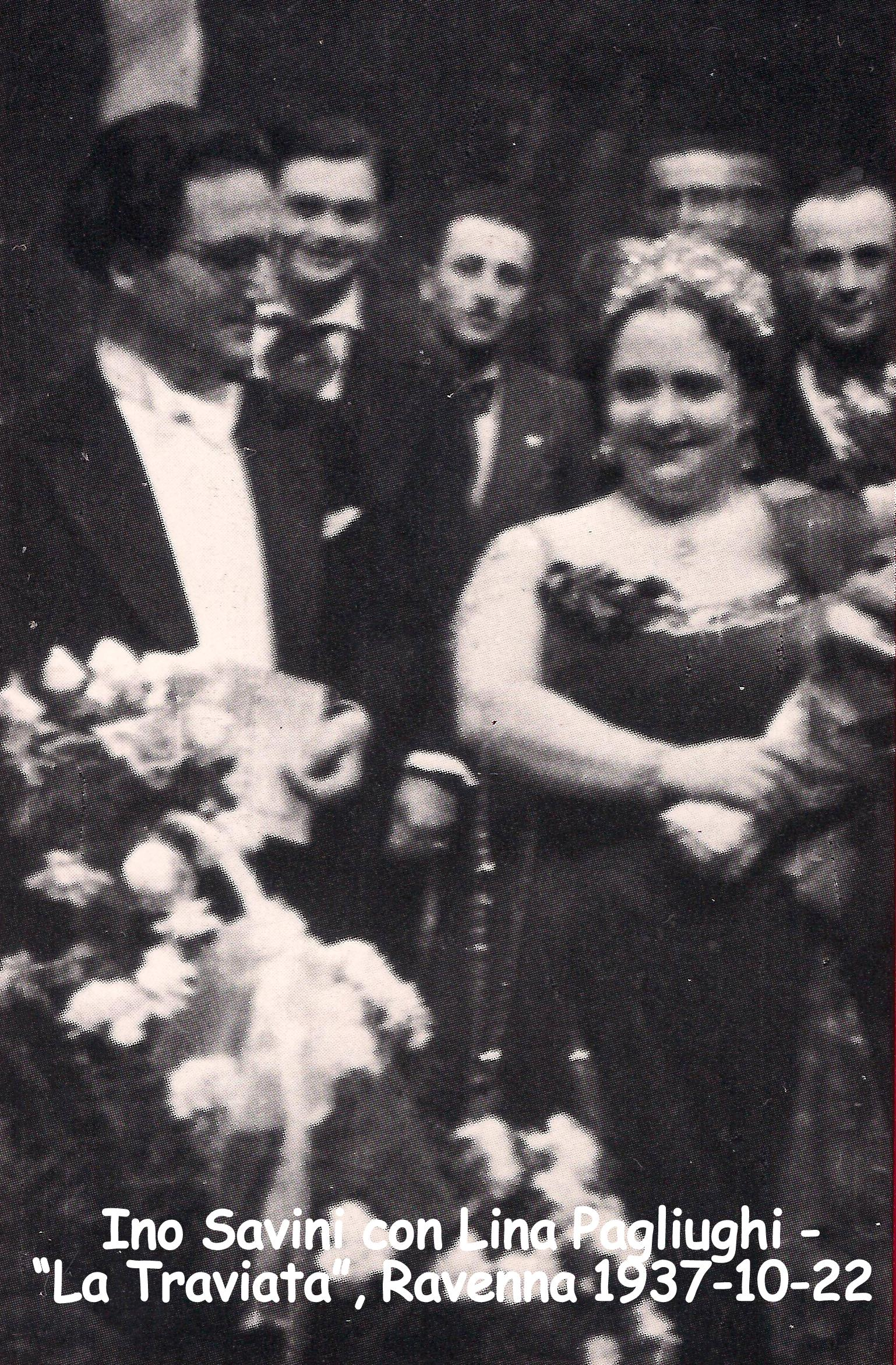
Maestro Ino Savini e soprano Lina Pagliughiː "La Traviata" de G. Verdi no Teatro Alighieri Ravenna 1937

Lina Pagliughi (27 de Maio de 1907 — 2 de Outubro de 1980) foi uma soprano de ópera italo-americaca, uma das maiores soprano lírico-coloratura da sua geração.
Pagliughi nasceu em Brooklyn, Nova Iorque, filha de pais italianos, e começou a cantar logo na infância. A lendária soprano Luisa Tetrazzini ficou impressionada pelo potencial da criança e encorajou-a a enveredar por uma carreira operática. Aos quinze anos, Pagliughi, com a sua família regressou a Itália para prosseguir os seus estudos de canto com Manilo Bavagnoli em Milão. Fez a sua estreia em 1927, no Teatro Communale di Milano, como "Gilda" em Rigoletto.
O seu sucesso foi de tal ordem que foi imediatamente convidada para gravar o papel numa edição completa da ópera, com o barítono Luigi Piazza e o tenor Tino Folgar. Foi também convidada para cantar nos mais importantes teatros de ópera de Itália e considerada a sucessora da diva Toti dal Monte no repertório de Rossini, Donizetti e Bellini, onde a sua voz doce e límpida e o seu fraseado expressivo eram realçados. Contudo, com excepção de algumas apresentações em Monte Carlo e Londres na década de 1930, raramente cantou fora de Itália. Registou um grande número de gravações para a editora Cetra, como Lucia di Lammermoor, La fille du régiment, Un giorno di regno, Rigoletto, bem como a famosa gravação de La sonnambula com Ferruccio Tagliavini e Cesare Siepi.
Lina Pagliughi foi casada com o tenor Primo Montanari (1895-1972). Retirou-se dos palcos em 1947, mas continuou a cantar na rádio italiana RAI até 1956, quando se retirou definitivamente e passou a dedicar-se ao ensino. Morreu em Roma aos 73 anos.